# Argyrochosma formosa
Argyrochosma formosa är en kantbräkenväxtart som först beskrevs av Frederik Michael Liebmann och som fick sitt nu gällande namn av Michael D. Windham.
Argyrochosma formosa ingår i släktet Argyrochosma och familjen Pteridaceae. Inga underarter finns listade i Catalogue of Life.